# Stretton (Cheshire West and Chester)
Pour les articles homonymes, voir Stretton.
Stretton est une paroisse civile et un village du Cheshire, en Angleterre.